# 하너 데스멋
하너 데스멋(네덜란드어: Hanne Desmet, 1996년 10월 26일~)은 벨기에의 쇼트트랙 선수이다. 2022년 동계 올림픽 여자 1000m 종목에서 동메달을 획득했으며, 동계 올림픽에서 개인 메달을 획득한 벨기에 최초의 여성 선수이다. 또한 벨기에 최초로 올림픽 메달을 획득한 쇼트트랙 선수이다.

## 개인사
동생인 스테인 데스멋도 쇼트트랙 선수로 활동하고 있다.